# غوستاف لي غراي
غوستاف لي غراي (بالفرنسية: Gustave Le Gray)‏ هو مصور فرنسي، ولد في 30 أغسطس 1820 في فيلييه لو بيل في فرنسا، وتوفي في 29 يوليو 1884 في القاهرة في مصر.

## وصلات خارجية
- غوستاف لي غراي على موقع الموسوعة البريطانية (الإنجليزية)